# International Society for the History of Medicine

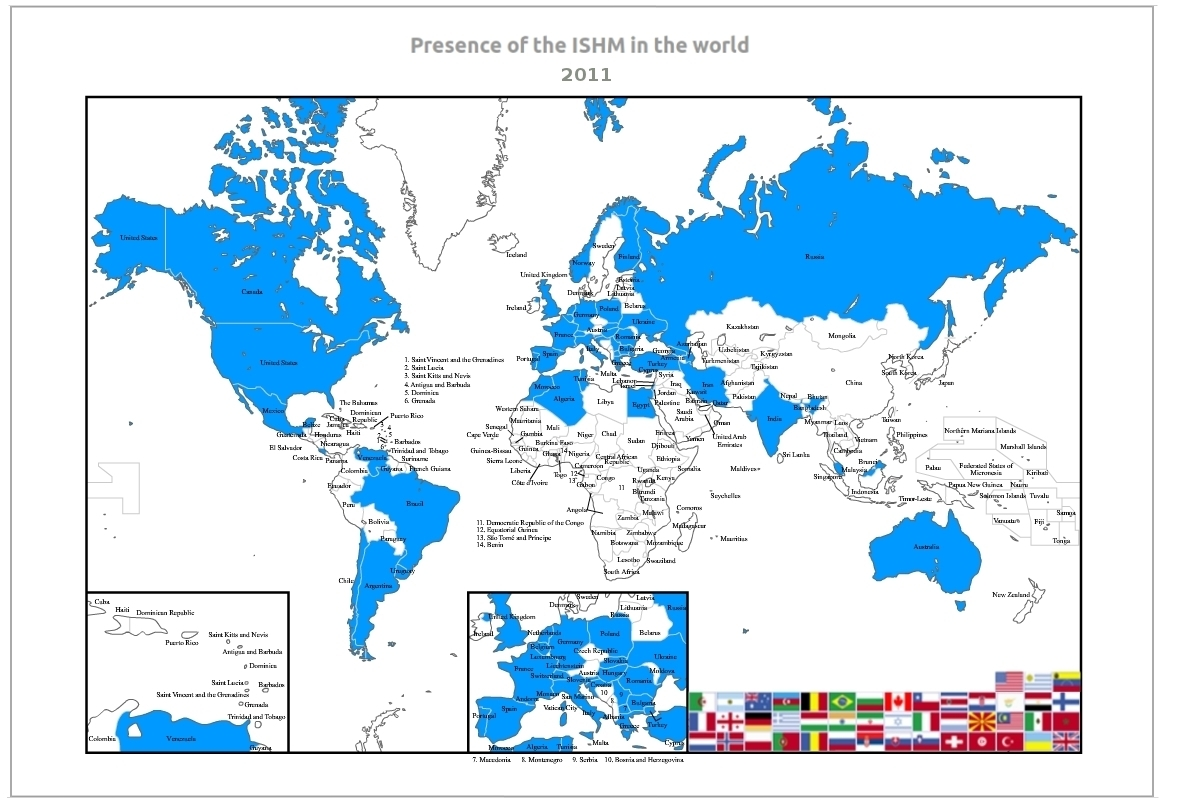
Presencia de la Sociedad Internacional de Historia de la Medicina

La Sociedad Internacional de Historia de la Medicina (International Society for the History of Medicine, en inglés) es una sociedad internacional sin ánimo de lucro dedicada al estudio académico de la historia de la medicina, incluyendo la organización de congresos internacionales. La Sociedad se fundó en 1920 en Bélgica. 

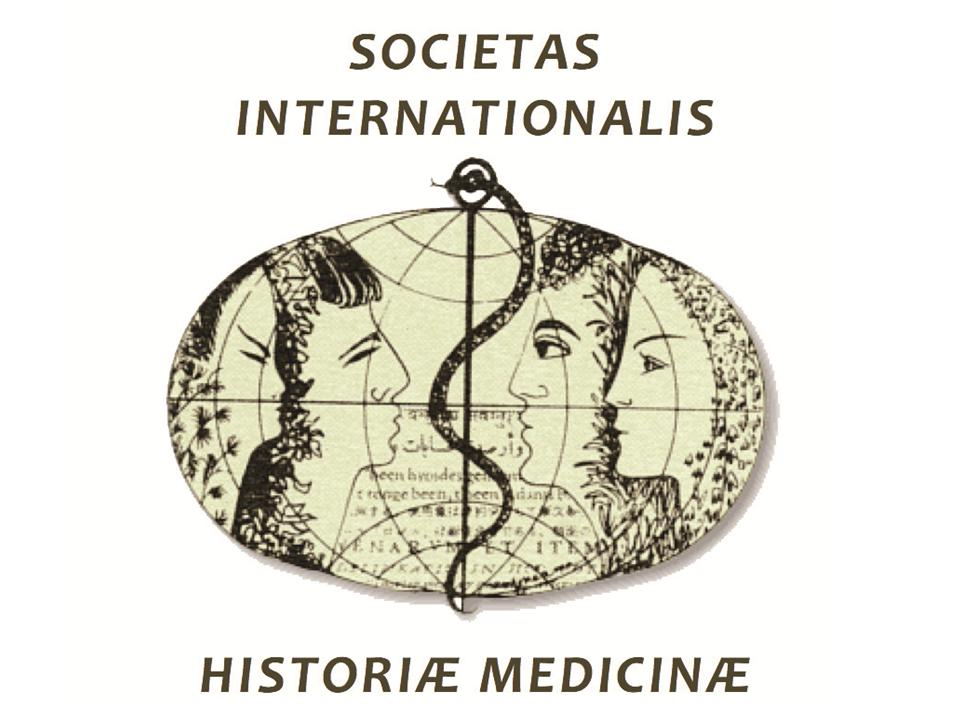
Logo de la Sociedad Internacional de Historia de la Medicina

La sociedad está presente en 50 países, tiene delegaciones en 38 países y cuenta con unos 800 miembros. También cuenta con sociedades nacionales en Argentina, Bélgica, Chile, Finlandia, Francia, Grecia, Marruecos, México, Reino Unido, Rumanía y Turquía. Pueden ser miembros tanto médicos como historiadores.

## Congresos internacionales
La sociedad celebra un congreso internacional cada dos años y, a partir de 2001, una reunión internacional en los años en que no se celebra el congreso principal. Véase la lista de congresos y de reuniones. Las comunicaciones a los congresos internacionales son revisadas por pares .

## Vesalius
La ISHM edita dos veces al año la revista Vesalius, subtitulada Acta Internationalia Historiae Medicinae, una revista académica que publica algunos resúmenes de sus Congresos Internacionales y de sus Reuniones Internacionales de Historia de la Medicina, así como otras comunicaciones científicas.
- Redactor jefe: Francesco M. Galassi (Polonia)
- Comité Editorial Internacional y Árbitros (2021-2023): Dana Baran (Rumanía), Luca Borghi (Italia), Maria do Sameiro Barroso (Portugal), Donatella Lippi (Italia), Ricardo Jorge Losardo (Argentina), Kenneth Collins (Israel y Reino Unido), Paolo Mazzarello (Italia), Andrew Nadell (EE. UU.), Juris Salaks (Letonia), Ragnar Stien (Noruega), Alain Touwaide (EE. UU.), Carlos Viesca (México), Robrecht Van Hee (Bélgica), Fabio Zampieri (Italia) & Giorgio Zanchin (Italia).

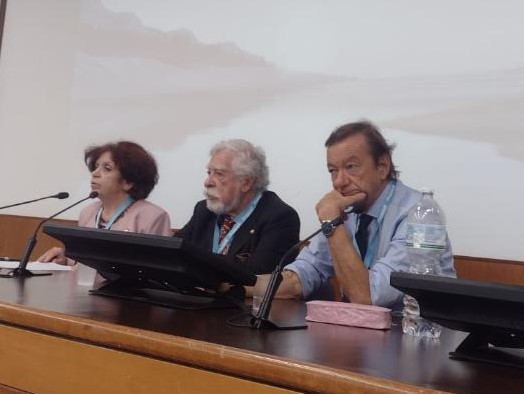
Últimos tres presidentes de la Sociedad Internacional de Historia de la Medicina: Dana Baran, Carlos Viesca Treviño y Giorgio Zanchin.

## Presidentes
- 1921-1930: Jean-Joseph Tricot-Royer
- 1930-1936: Davide Giordano
- 1936-1946: Victor Gomoiu
- 1946-1953: Maxime Laignel Lavastine
- 1953-1964: Ernest Wickersheimer
- 1964-1968: Adalberto Pazzini
- 1968-1971: Maurice Bariety
- 1971-1976: Noël Poynter
- 1976-1980: De la Broquerie Fortie
- 1980-1984: Jean-Charles Sournia
- 1984-1992: Hans Schadewaldt
- 1992-1996: John Cule
- 1996-2000: Ynez Viole O'Neill
- 2000-2004: Jean-Pierre Tricot
- 2004-2008: Athanasios Diamandopoulos
- 2008–2016: Giorgio Zanchin
- 2016-2024: Carlos Viesca Treviño
- 2024-actualidad: Dana Baran

## Actual junta directiva
•	Presidente: Prof. Dana Baran.
•	Vicepresidentes: Prof. Maria do Sameiro Barroso; Prof. Maria Blanca Ramos de Viesca; Prof. Ricardo Losardo; Dr. Andrew Nadell.
•	Secretario General: Prof. Juris Salaks.
•	Secretario General Asociado: Prof. Hamza Essadam.
•	Tesorero: Prof. Luca Borghi.
•	Editor de Vesalius: Prof. Francesco Maria Galassi.
•	Consejeros: Prof. Giorgio Zanchin; Prof. Jean-Pierre Tricot; Prof. Ana Maria Rosso; Prof. Amélia Ricon Ferraz; Prof. Axel Karenberg; Prof. Zhang Daqing.